# Chuyến bay 611 của China Airlines
Chuyến bay 611 của China Airlines (CI611/CAL611) là một chuyến bay quốc tế thường lệ từ sân bay quốc tế Tưởng Giới Thạch (nay là Sân bay quốc tế Đào Viên Đài Loan Đài Loan) ở Đào Viên đến Sân bay quốc tế Hồng Kông. Ngày 25 tháng 5 năm 2002, chiếc Boeing 747-209B cất cánh từ sân bay quốc tế Đào Viên Đài Loan lúc 14h50 chiều và dự tính sẽ đáp xuống sân bay quốc tế Hồng Kông khoảng 16h30. Sau khi cất cánh được 25 phút và đạt độ cao FL350 (35.000 foot ~ 10,67 km), trung tâm kiểm soát không lưu (Air Traffic Center - ATC) tại Đài Loan đã mất tín hiệu chuyến bay CI611 trên màn hình radar.
Vị trí máy bay rơi cách bờ biển Đài Loan 55 km và gần phía bắc quần đảo Bành Hồ. Các mảnh vỡ vung vãi trên một diện tích rộng lớn, phần lớn trôi dạt trên biển, số khác được tìm thấy trên đất liền cách nơi máy bay rơi hàng trăm km. Bên cạnh các mảnh vỡ, thi thể các nạn nhân tử nạn cũng được tìm thấy trôi dạt trên biển. Đa phần họ đều không còn quần áo trên người do tác động của sự giảm áp suất đột ngột. Có 225 người trên máy bay bao gồm 19 nhân viên thuộc phi hành đoàn và 206 hành khách, không một ai sống sót. Các thi thể sau đó được đưa lên đảo Bành Hồ để nhận dạng và giám định.

## Nguyên nhân tai nạn

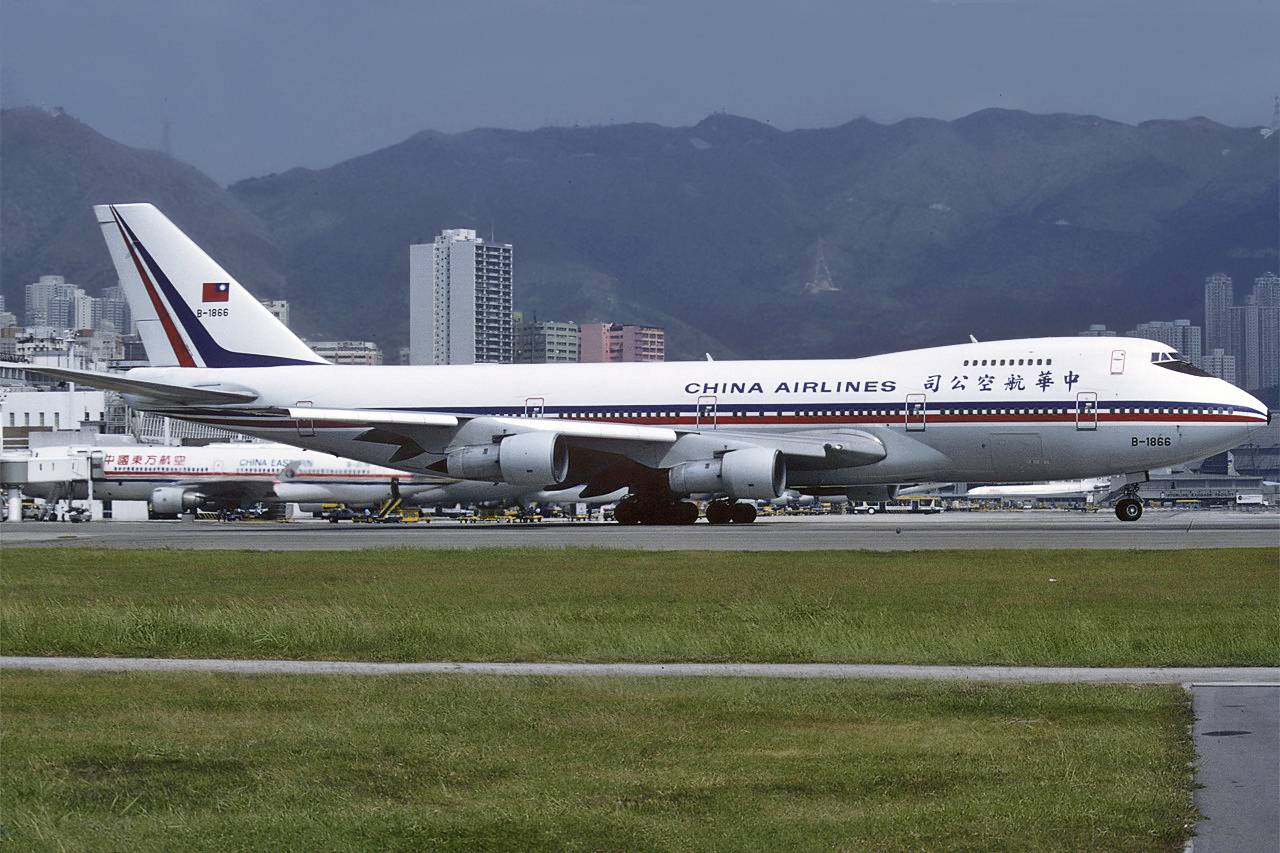
Máy bay gặp nạn với màu sơn cũ khi gặp sự cố ở sân bay Kai Tak năm 1980.

Các nhà điều tra đã thu thập các tài liệu bảo dưỡng Boeing 747 CI611 của China Airlines. Họ khám phá ra rằng, 22 năm trước, chiếc máy bay CI611 đã gặp phải một va chạm do lỗi của phi công. Va chạm này có tên thuật ngữ là "Tail Strike" hay "dập đuôi" xảy ra khi phi công cho đáp máy bay quá sớm và với góc quá nhỏ khiến phần đuôi đập xuống với đường băng. Đến lúc này, các nhà điều tra tiếp tục tìm hiểu cách thức nhân viên của China Airlines sửa chữa va chạm và họ đã tìm ra chìa khóa tiếp theo của vấn đề trong cuốn sổ ghi chép công tác bảo trì máy bay. Trong đó cho biết Boeing 747 CI611 đã được sửa chữa hoàn toàn theo hướng dẫn yêu cầu sửa chữa cấu trúc của Boeing - "Boeing Structure Repair Manual". Sách hướng dẫn sửa chữa nêu rõ: một số vết nứt trên thân máy bay quá sâu sẽ không thể sửa chữa theo cách thông thường và phần đuôi chứa vết nứt do va chạm của CI611 phải được tháo ra và thay mới. Mãi đến 22 năm sau, cụ thể là sau vụ tai nạn của CI611, các nhà nghiên cứu mới biết rằng phần đuôi của CI611 đã không được thay thế, vết nứt vẫn còn nằm tại đây và các nhân viên của China Airlines chỉ đơn thuần thực hiện theo như hướng dẫn của Boeing mà không chú ý đến cảnh báo. Họ chỉ mài bằng các vết nứt và dùng một tấm nhôm đắp lên che các vết nứt thay vì phải tháo gỡ và thay thế toàn bộ phần này. 22 năm, CI611 đã thực hiện rất nhiều chuyến bay và mỗi lần cất cánh, các vết nứt trên phần đuôi ngày càng xấu đi.
Khi bay trên không, không khí bên trong khoang sẽ được nén để áp suất bên trong thân máy bay luôn lớn hơn bên ngoài. Không khí bên trong sẽ tác động lên toàn bộ phần vỏ của máy bay để chống lại áp suất bên ngoài. Cứ mỗi lần bay, phần vỏ sau đuôi của CI611 bị ép khí và nứt dần. Các vết nứt ngày càng lan rộng sang một phạm vi 2,3m do phần đuôi không được sửa chữa theo lưu ý của Boeing. Khi CI611 tăng độ cao, áp suất nén gia tăng lên phần đuôi, lớp vỏ kim loại tại đây không thể chịu nổi sức ép lớn nữa và nứt toát. Điều này lý giải vì sao các nhà điều tra xác định phần đuôi của CI611 rã ra trước và rơi xuống trước. Sau khi phần đuôi tách rời, áp suất mất đột ngột trong máy bay kéo toàn bộ hành khách ra ngoài, xé toạt quần áo của họ, máy bay rã ra làm nhiều phần gồm đầu, thân, 2 cánh, đuôi và rơi xuống biển.
China Airlines tranh cãi phần lớn nội dung của báo cáo, nêu rõ các nhà điều tra không tìm thấy các mảnh của máy bay sẽ chứng minh các nội dung của báo cáo điều tra.
Một bằng chứng của sức chịu đựng kim loại được chứa trong hình ảnh đó được chụp trong một cuộc kiểm tra thường xuyên trong những năm máy bay trước vụ rơi. Những bức ảnh cho thấy nicotine có thể nhìn thấy vết bẩn màu nâu xung quanh các tấm nhân đôi. 
China Airlines cho phép hành khách hút thuốc trên các chuyến bay trong 7 năm trước khi vụ tai nạn xảy ra. Khói thuốc hòa quyện trong không khí và thoát ra ngoài qua vết nứt ở sau đuôi. Chất nicotine đã đóng lại một lớp màu vàng ngay ở rìa tấm nhôm đắp lên vết nứt. China Airlines đã lên kế hoạch bảo dưỡng các máy bay của mình vào ngày 2 tháng 11 cùng năm nhưng với CI611, nó có thể chịu đựng trong 22 năm nhưng không thể trụ nổi thêm 5 tháng để được kiểm tra toàn diện. Định mệnh của 225 hành khách và phi hành đoàn đã được định đoạt vào ngày 25 tháng 5 năm đó. Sau vụ tai nạn của CI611, để điều này không xảy ra thêm 1 lần nữa, các nhà điều tra đã gởi khuyến cáo đến các tổ chức hàng không trên toàn thế giới đồng loạt kiểm tra các tổn hại không nhìn thấy trên máy bay. Bí ẩn đằng sau vụ tai nạn của China Airlines CI611 đã được giải đáp nhưng căn nguyên của vụ tai nạn lại bắt nguồn từ việc thiếu trách nhiệm trong sửa chữa bảo trì máy bay dẫn đến cái chết thương tâm của 225 người. Chi phí bảo trì có thể cao nhưng cái giá phải trả cho việc không thực hiện đầy đủ công tác bảo trì là quá lớn.